# 31st Virginia Infantry
Trente-et-unième régiment d'infanterie de volontaires de Virginie
Le 31st Virginia Infantry (trente-et-unième régiment d'infanterie de volontaires de Virginie) est un régiment d'infanterie levé en Virginie pendant la guerre de Sécession. Il combat la plupart du temps au sein de armée de Virginie du Nord.

## Organisation

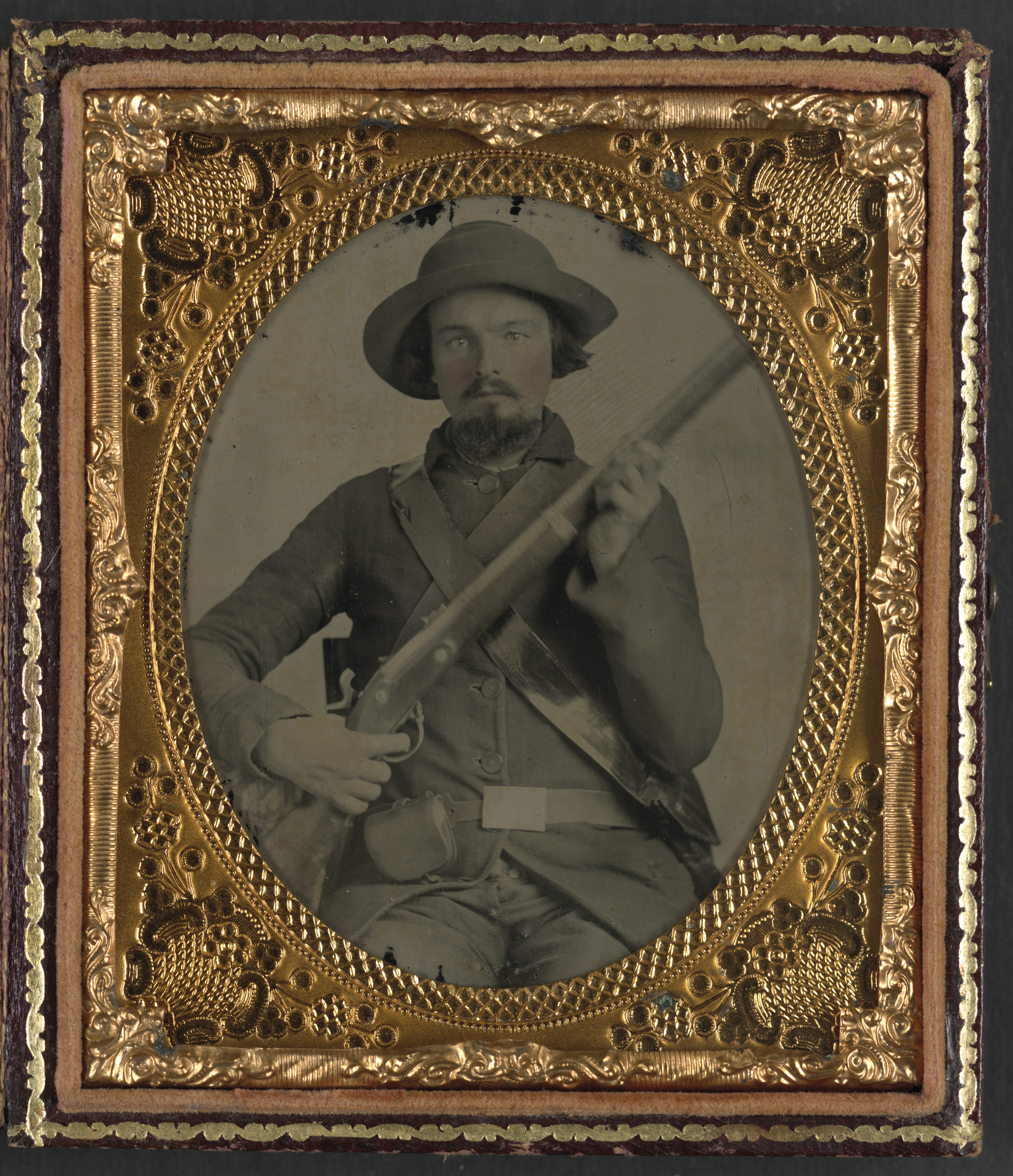
Soldat Elijah S. Leach, compagnie B du 31st Virginia Infantry.

Le 31st Virginia Infantry est organisé pat William Lowther Jackson et entre au service de la Confédération en juillet 1861. Les hommes sont recrutés en premier dans les comtés de Barbour, Marion, Pendleton, Harrison, Gilmer, Randolph, Pocahontas, Lewis et Highland.
Le recrutement se fait en partie dans des comtés qui feront partie de la Virginie-Occidentale. Ainsi, à titre d'exemple, la milice de la ville de Clarksburg est composée de sympathisants de l'Union mais aussi de la Confédération. Ce derniers partent pour Grafton le 23 mai 1861 alors que les sympathisants de l'Union s'engagent dans le 3rd West Virginia Infantry(p46).

### Compagnies
Compagnies(p87)
- Compagnie A, « Marion Guard »[4](p95) (garde de Marion) , capitaine William P. Thompson
- Compagnie B, « Pendleton Minute Men » (miliciens de Pendleton), capitaine Robert H. Bradshaw
- Compagnie C, « Harrison State Guards » (gardes de l'État de Harrison), capitaine Uriel M. Turner
- Compagnie D, « Gilmer Rifles » (fusiliers de Gilmer), capitaine John E. Mitchell
- Compagnie E, « The Highlanders » (les Highlanders), capitaine Felix H. Hull
- Compagnie F, capitaine Jacob Currence (Randolph County)
- Compagnie G, « Pocahontas Reserves » (réserves de Pocahontas), capitaine James C. Arbogast
- Compagnie H, « Barbour Greys » (gris de Barbour), capitaine Thomas A. Bradford
- Compagnie I, capitaine Alfred H. Jackson (comté de Lewis)
- Compagnie K, « Barbour Mountain Guards » (gardes montagne de Barbour), capitaine Henry Sturm

## Service
Le 31st Virginia Infantry est présente lors de la défaite confédérée à la bataille de Philippi(p79). L'unité est active lors de la campagne de Cheat Mountain de Lee et lors des opérations de Jackson dans la vallée de la Shenandoah. Plus tard, elle est affectée aux brigades des généraux Early, W. Smith, Pegram et J. A. Walker dans l'armée de Virginie du Nord. Le 31st Virginia Infantry participe aux campagnes difficiles de l'armée de la bataille des sept jours jusqu'à celle de Cold Harbor.
En avril-mai 1863, le régiment est détaché avec le 25th Virginia Infantry auprès du brigadier général John D. Imboden pour participer au raid de Jones-Imboden en Virginie-Occidentale.
À la suite de la bataille de Gettysburg, le colonel Hoffman rédige de compte rendu des combats pour la brigade de Smith qui a démissionné après la bataille. Le compte rendu d'Hoffman prête à confusion sur la participation du 31st Virginia Infantry. En effet, il suggère que seuls les 49th Virginia Infantry et 52nd Virginia Infantry sont présents derrière le mur de pierre lorsque le 27th Indiana Infantry lance son assaut(p434).
Ensuite le régiment part avec Early dans la vallée de la Shenandoah et est active aux environs d'Appomattox.

## Pertes
Le régiment rend compte de 13 pertes à Greenbrier River, de 37 à Camp Alleghany, de 19 à McDowell, et de 97 ) Cross Keys et Port Republic. Il perd 3 tués et 17 blessés à Cedar Mountain, a 5 tués et 20 blessés à la seconde bataille de Bul Run, et subit 1 tué et 7 blessés à la bataille d'Antietam. Sur les 267 hommes engagés à Gettysburg, dix pour cent sont mis hors de combat. Le 9 avril 1865, il se rend avec 7 officiers et 49 hommes dont 22 sont armés.

## Commandement
Les officiers supérieurs sont les colonels John S. Hoffman, William L. Jackson (en), et Samuel H. Reynolds ; les lieutenant-colonels Francis M. Boykin, Alfred H. Jackson, et J.S. Kerr McCutchen ; et les commandants James C. Arbogast, Joseph H. Chenoweth, et William P. Cooper.